# Carbon Nanotube Field Effect Transistor

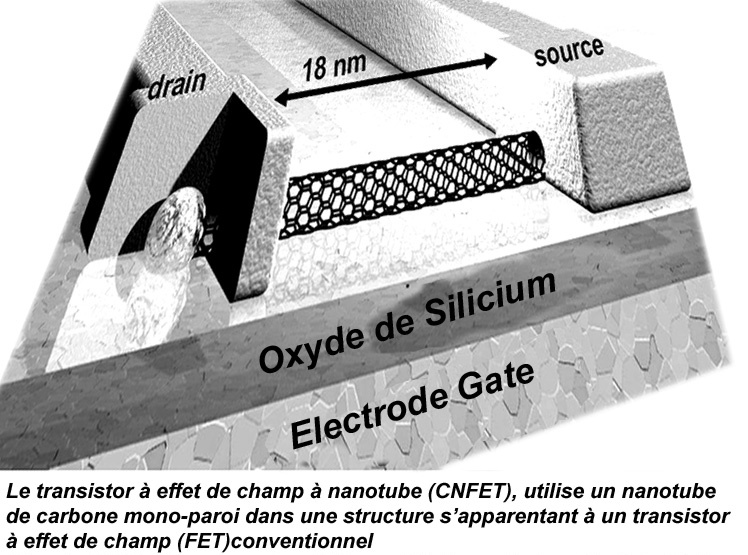
Le transistor à effet de champ à nanotube (CNFET), utilise un nanotube
de carbone mono-paroi dans une structure s’apparentant à un transistor
à effet de champ (FET)conventionnel

Un CNFET (Carbon Nanotube Field Effect Transistor) est un dispositif électronique de commutation de type transistor à effet de champ, utilisant des nanotubes de carbone. Le nanotube de type semi-conducteur est utilisé en tant que canal, à travers lequel les électrons peuvent circuler d’une manière contrôlée, selon que l’on applique ou non, une différence de potentiel sur une troisième électrode.

## Historique
En mai 2002, IBM annonce la création du premier dispositif CNFET. Le constructeur informatique démontre ainsi que des nanotubes de carbone, 50 000 fois plus fin qu’un cheveu humain peuvent surpasser les performances unitaires des meilleurs dispositifs de commutation à silicium du moment.

## Fonctionnement
Un tel transistor à effet de champ à nanotube (CNFET), utilise un nanotube de carbone mono-paroi dans une structure s’apparentant à un transistor conventionnel à effet de champ de la technologie « metal oxyde semiconductor  » (MOSFET). L’électrode de commande (gate) est disposée au-dessus du canal de conduction et séparée de celui-ci par une mince couche diélectrique (gate oxyde).

## Thèmes connexes
- Nanotechnologie
- Nano-informatique
- Mécanique quantique